# Oleg Belavencev
Oleg Jevgeňjevič Belavencev, rusky Олег Евгеньевич Белавенцев (* 15. září 1949 Ostrov) je ruský námořní důstojník (viceadmirál ve výslužbě) a politik, honorární konzul Nikaraguy v Republice Krym.
21. března 2014 byl Belavencev jmenován prezidentským vyslancem (Zplnomocněný zástupce prezidenta Ruské federace ve Federálním okruhu) nově vytvořeného Krymského federálního okruhu. Jeho jmenování se shodovalo se vznikem nového federálního okruhu. Po začlenění Krymského federálního okruhu do Jižního federálního okruhu byl Belavencev jmenován do téže funkce v Severokavkazském federálním okruhu.

### Související článek
- Anexe Krymu Ruskou federací